# 포틀랜드구

포틀랜드구의 위치

포틀랜드구(영어: Portland Parish)는 자메이카 북동부 연안에 위치한 구로 행정 중심지는 포트앤토니오이며 면적은 814km2, 인구는 83,000명(2011년 기준)이다. 서리주에 속하며 남쪽으로는 세인트앤드루구와 세인트토머스구, 서쪽으로는 세인트메리구와 접한다.